# Archaediscinae
Archaediscinae es una subfamilia de foraminíferos bentónicos de la familia Archaediscidae, de la superfamilia Archaediscoidea, del suborden Fusulinina y del orden Fusulinida. Su rango cronoestratigráfico abarca desde el Viseense (Carbonífero inferior) hasta el Moscoviense (Carbonífero superior).

## Discusión
Algunas clasificaciones más recientes incluyen Archaediscinae en el suborden Archaediscina, del orden Archaediscida, de la subclase Afusulinana y de la clase Fusulinata.

## Clasificación
Archaediscinae incluye a los siguientes géneros:
- Archaediscus †
- Eosigmoilina †
- Glomodiscus †
- Nudarchaediscus †
- Planoarchaediscus †
- Planospirodiscus †
- Tournarchaediscus †
- Tubispirodiscus †
- Uralodiscus †

Otros géneros considerados en Archaediscinae son:
- Ammarchaediscus †, aceptado como Planospirodiscus
- Betpakodiscus †, aceptado como Archaediscus
- Brownediscus †
- Brunsiarchaediscus †, considerado subgénero de Archaediscus, Archaediscus (Brunsiarchaediscus), y aceptado como Nudarchaediscus
- Eodiscus †, considerado subgénero de Ammarchaediscus, Ammarchaediscus (Eodiscus), y aceptado como Planoarchaediscus
- Paraarchaediscus †, aceptado como Archaediscus
- Hemiarchaediscus †, aceptado como Archaediscus
- Leptarchaediscus †, considerado subgénero de Ammarchaediscus, Ammarchaediscus (Leptarchaediscus), y aceptado como Nudarchaediscus
- Leptodiscus †, considerado subgénero de Ammarchaediscus, Ammarchaediscus (Leptodiscus)
- Melarchaediscus †, considerado subgénero de Archaediscus, Archaediscus (Melarchaediscus), y aceptado como Glomodiscus
- Neodiscus †, considerado sinónimo posterior de Archaediscus, aunque también válido dentro de la Familia Neodiscidae
- Pirletidiscus †
- Planodiscus †, aceptado como Planoarchaediscus
- Propermodiscus †, aceptado como Archaediscus
- Quasiarchaediscus †, aceptado como Eosigmoilina
- Rectodiscus †, considerado subgénero de Ammarchaediscus, Ammarchaediscus (Rectodiscus), y aceptado como Uralodiscus
- Viseidiscus †, aceptado como Planospirodiscus